# Spirit the Earth Aflame
Spirit the Earth Aflame treći je studijski album irskog black/folk metal sastava Primordial. Diskografska kuća Hammerheart Records objavila ga je 22. svibnja 2000. godine.

## Pozadina
Nakon objave EP-a The Burning Season Primordial je 1999. otišao na turneju po Belgiji i Nizozemskoj s grupama Hades Almighty i Mayhem, a potom je u Portugalu i Španjolskoj nastupao sa skupinama Sacred Sin i Masque of Innocence. Krajem te godine sastav je počeo raditi na novim pjesmama te je u siječnju 2000. godine otišao u studio. Spirit the Earth Aflame objavljen je na CD-u, gramofonskoj ploči i u ograničenoj digipak inačici. Za desetu je obljetnicu izlaska albuma Metal Blade Records objavio remasteriranu inačicu uratka s bonus CD-om.

## Glazbeni stil
Spirit the Earth Aflame nastavlja u glazbenom stilu predstavljenom na prethodnom uratku, The Burning Seasonu, odnosno miješa elemente pagan metala, black metala, folk metala i doom metala. Istaknuto mjesto zauzimaju raznoliki vokali A. A. Nemtheange i žestoki rifovi Ciárana MacUiliama. Skladbe su melankolične, himnične i melodične, uglavnom dugo traju i umjerenog su tempa. "The Cruel Sea" utemeljena je na tradicionalnoj irskoj pjesmi, dok se u tekstu za "The Soul Must Sleep" pojavio izvadak iz romana Mučnina Jean-Paula Sartrea.

## Recenzije
Album je dobio pozitivne kritike. Andreas Holz iz Vampstera kritizirao je manjak upečatljivih melodija, no izjavio je da Spirit the Earth Aflame stvara posebnu "svečanu i melankoličnu atmosferu". Alex Henderson iz AllMusica uratku je dodijelio četiri zvjezdice od njih pet i pohvalio njegov glazbeni stil, složenost i agresivnost. Časopis Rock Hard dao mu je devet od deset bodova, nazvao ga je "remek-djelom" i izjavio da je to "izvanredan, predivan CD koji će biti zanimljiv svakome tko uživa u duševnom, himničnom metalu".

## Popis pjesama
Tekstovi: A. A. Nemtheanga, glazba: Primordial.
| 1.    | »Spirit the Earth Aflame«      | 2:25 |
| 2.    | »Gods to the Godless«          | 7:49 |
| 3.    | »The Soul Must Sleep«          | 6:39 |
| 4.    | »The Burning Season«           | 8:44 |
| 5.    | »Glorious Dawn«                | 7:24 |
| 6.    | »The Cruel Sea« (instrumental) | 4:05 |
| 7.    | »Children of the Harvest«      | 8:31 |
| 45:37 |                                |      |

| Bonus skladba s digipak inačice iz 2000. godine | Bonus skladba s digipak inačice iz 2000. godine | Bonus skladba s digipak inačice iz 2000. godine | Bonus skladba s digipak inačice iz 2000. godine | Bonus skladba s digipak inačice iz 2000. godine | Bonus skladba s digipak inačice iz 2000. godine | Bonus skladba s digipak inačice iz 2000. godine | Bonus skladba s digipak inačice iz 2000. godine | Bonus skladba s digipak inačice iz 2000. godine | Bonus skladba s digipak inačice iz 2000. godine |
| Br.                                             | Skladba                                         | Trajanje                                        |                                                 |                                                 |                                                 |                                                 |                                                 |                                                 |                                                 |
| ----------------------------------------------- | ----------------------------------------------- | ----------------------------------------------- | ----------------------------------------------- | ----------------------------------------------- | ----------------------------------------------- | ----------------------------------------------- | ----------------------------------------------- | ----------------------------------------------- | ----------------------------------------------- |
| 8.                                              | »To Enter Pagan«                                | 5:41                                            |                                                 |                                                 |                                                 |                                                 |                                                 |                                                 |                                                 |
| 51:18                                           |                                                 |                                                 |                                                 |                                                 |                                                 |                                                 |                                                 |                                                 |                                                 |

| Bonus CD s remasterirane inačice albuma | Bonus CD s remasterirane inačice albuma                                           | Bonus CD s remasterirane inačice albuma | Bonus CD s remasterirane inačice albuma | Bonus CD s remasterirane inačice albuma | Bonus CD s remasterirane inačice albuma | Bonus CD s remasterirane inačice albuma | Bonus CD s remasterirane inačice albuma | Bonus CD s remasterirane inačice albuma | Bonus CD s remasterirane inačice albuma |
| Br.                                     | Skladba                                                                           | Trajanje                                |                                         |                                         |                                         |                                         |                                         |                                         |                                         |
| --------------------------------------- | --------------------------------------------------------------------------------- | --------------------------------------- | --------------------------------------- | --------------------------------------- | --------------------------------------- | --------------------------------------- | --------------------------------------- | --------------------------------------- | --------------------------------------- |
| 1.                                      | »The Darkest Flame« (proba iz 1992.)                                              | 6:23                                    |                                         |                                         |                                         |                                         |                                         |                                         |                                         |
| 2.                                      | »In Graciousness« (uživo u Dublinu 1993.)                                         | 3:41                                    |                                         |                                         |                                         |                                         |                                         |                                         |                                         |
| 3.                                      | »A Blacker Art« (uživo u Dublinu 1993.)                                           | 5:01                                    |                                         |                                         |                                         |                                         |                                         |                                         |                                         |
| 4.                                      | »Total Destruction« (obrada Bathoryjeve pjesme; uživo u Dublinu 1993.)            | 3:57                                    |                                         |                                         |                                         |                                         |                                         |                                         |                                         |
| 5.                                      | »Inside the Eye of Algond« (obrada pjesme Rotting Christa; uživo u Dublinu 1993.) | 4:06                                    |                                         |                                         |                                         |                                         |                                         |                                         |                                         |
| 6.                                      | »To Enter Pagan« (inačica sa split albuma s grupom Katatonia)                     | 5:24                                    |                                         |                                         |                                         |                                         |                                         |                                         |                                         |
| 7.                                      | »The Calling« (s EP-a The Burning Season)                                         | 4:55                                    |                                         |                                         |                                         |                                         |                                         |                                         |                                         |
| 8.                                      | »Among the Lazarae« (s EP-a The Burning Season)                                   | 7:53                                    |                                         |                                         |                                         |                                         |                                         |                                         |                                         |
| 9.                                      | »Soul Must Sleep« (uživo u Beču 2003.)                                            | 5:31                                    |                                         |                                         |                                         |                                         |                                         |                                         |                                         |
| 46:51                                   |                                                                                   |                                         |                                         |                                         |                                         |                                         |                                         |                                         |                                         |

## Zasluge
| Primordial - A. A. Nemtheanga – vokali, umjetnički direktor - C. MacUiliam – gitara - P. MacGawlaigh – bas-gitara - S. O'Laoghaire – bubnjevi | Ostalo osoblje - Mags – produkcija, tonska obrada - Sean Ronan – pomoćni tonac - Simon Berserker – naslovnica |